# Bourg-Fidèle
Bourg-Fidèle é uma comuna francesa na região administrativa de Grande Leste, no departamento Ardenas. Estende-se por uma área de 14,94 km². Em 2010 a comuna tinha 869 habitantes (densidade: 58,2 hab./km²).